# Lillian Albertson
Lillian Albertson (6 de agosto de 1881 - 24 de agosto de 1962) fue una actriz estadounidense de teatro y cine. También se destacó en la producción teatral. A ella y su esposo, Louis Macloon, se les acredita el descubrimiento de la joven estrella Clark Gable.
Lillian falleció el 24 de agosto de 1962, a la edad de 81 años en Los Ángeles, California.